# Radu Preda

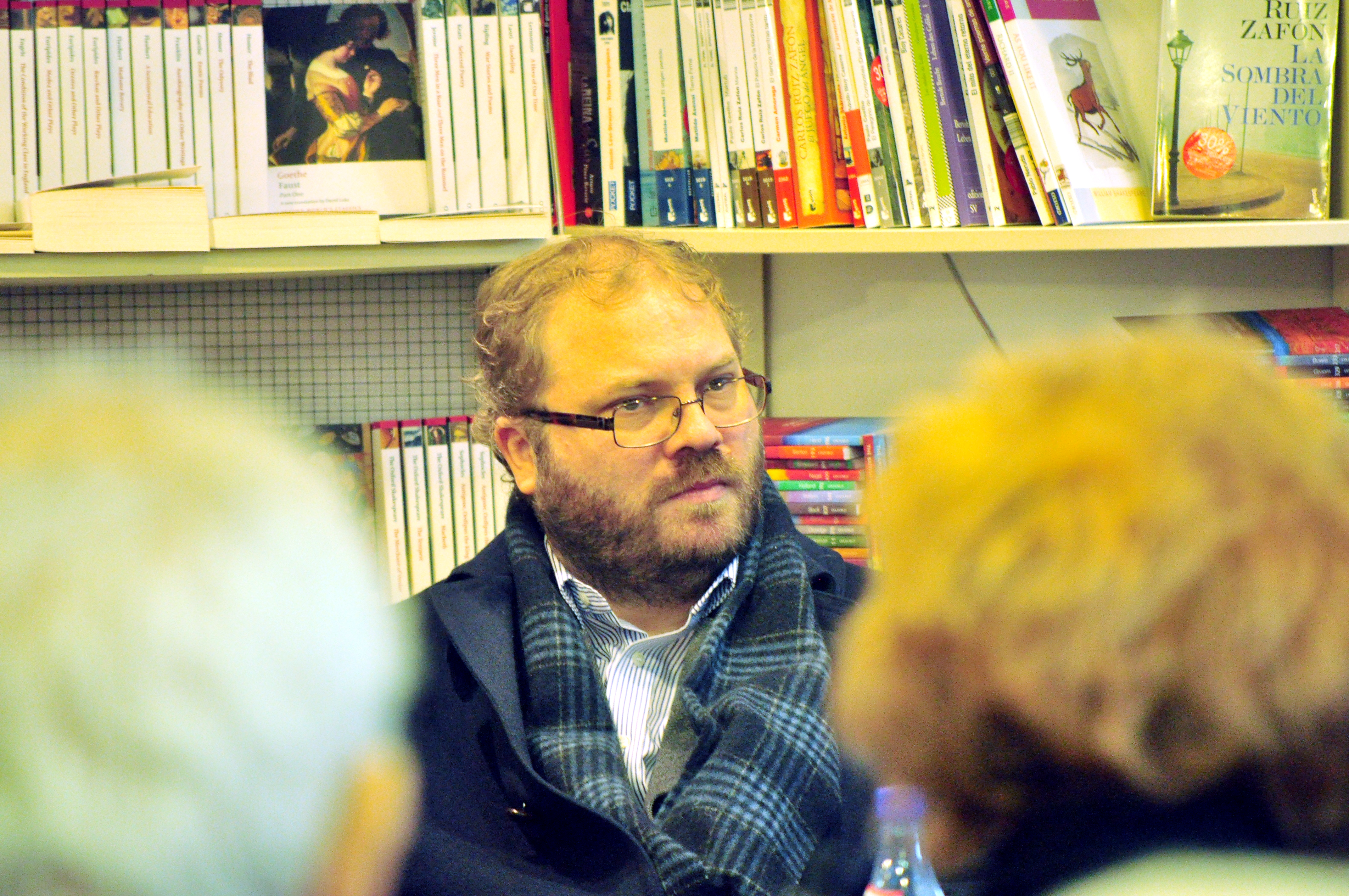
Radu Preda (2014)

Radu Preda (n. 23 octombrie 1972, Galați, România) este un teolog român, fost director executiv al Institutului de Investigare a Crimelor Comunismului și Memoria Exilului Românesc.
A făcut studii la Facultatea de Teologie Ortodoxă din București (1991-1995), urmând apoi studii doctorale la Heidelberg, Paris și Roma. Titlul științific de doctor în teologie l-a obținut la Facultatea de Teologie Ortodoxă din cadrul Universității Babeș-Bolyai din Cluj. 
Radu Preda este director fondator al Institutului Român de Studii Interortodoxe, Interconfesionale și Interreligioase (INTER). De asemenea, membru al Comitetului redacțional al revistei „Renașterea”, publicație oficială a Arhiepiscopiei Ortodoxe Române a Vadului, Feleacului și Clujului. De asemenea, este membru în staff-ul Forumului European al Facultăților de Teologie Ortodoxă (Bruxelles).  
Din martie 2014 până în 14 ianuarie 2020 a fost director executiv al Institutului de Investigare a Crimelor Comunismului și Memoria Exilului Românesc, numit prin decizia primului-ministru Victor Ponta (PSD).
În septembrie 2015, Zoe Petre, Dennis Deletant, Cristian Pârvulescu, William Totok și Adrian Cioroianu s-au autosuspendat din Consiliul Științific al Institutului de Investigare a Crimelor Comunismului și Memoria Exilului Românesc, în semn de protest față de declarațiile lui Radu Preda. Cei cinci au cerut schimbarea sa din funcție.

## Cărți publicate
- Jurnal cu Petre Țuțea (Ed. Humanitas, București, 1992; ediția a II-a, Deisis, Sibiu, 2002; ediția a III-a, Lumea Credinței, București, 2015)
- Biserica în Stat - O invitație la dezbatere (Ed. Scripta, 1999)
- Semnele vremii. Lecturi social-teologice (= Theologia Socialis 1), Eikon, Cluj-Napoca, 2008, 361 p. ISBN 978-973-757-201-1.
- Comunismul. O modernitate eșuată (= Theologia Socialis 5), Eikon, Cluj-Napoca, 2009, 366 p. ISBN 978-973-757-274-5.
- Cultura dialogului. Pledoarii & exerciții (= Theologia Socialis 7), Eikon, Cluj-Napoca, 2009, 272 p. ISBN 978-973-757-386-5.
- Ortodoxia & ortodoxiile. Studii social-teologice (= Theologia Socialis 10), Eikon, Cluj-Napoca, 2010, 373 p. ISBN 978-973-757-401-5.
- Revenirea lui Dumnezeu. Studii social-teologice (= Theologia Socialis 12), Eikon, Cluj-Napoca, 2010, 349 p. ISBN 978-973-757-420-6.
- Uniatismul. Fenomen social și interogație teologică (= Theologia Socialis 14), Eikon, Cluj-Napoca, 2011. ISBN 978-973-757-479-4.
- Concepția socială a Bisericii Ortodoxe din Rusia. Introducere, document & comentariu (= Theologia Socialis 18), Eikon, Cluj-Napoca, 2011. ISBN 978-973-757-558-6.
- Cuvântul social al Bisericilor din Austria. Introducere, document & comentariu (= Theologia Socialis 20), Eikon, Cluj-Napoca, 2011. ISBN 978-973-757-559-3.